# 伴真虾菌属
伴真虾菌属（学名：Carideicomes）是红杆菌科下的一个属。

## 下属物种
本属包括以下物种：
- 阿尔文虾伴真虾菌 Carideicomes alvinocaridis [1]